# Constantino Tornício

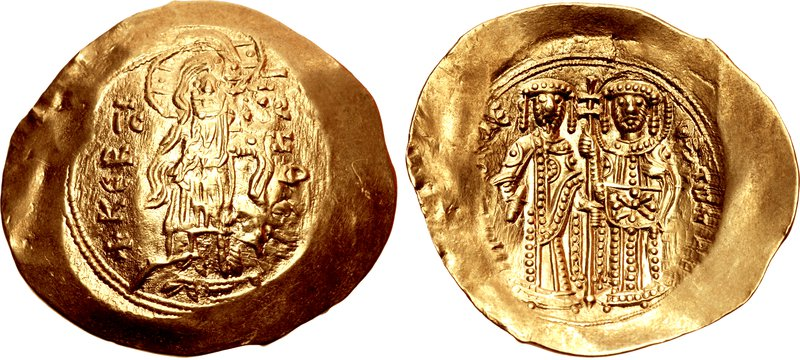
Hipérpiro de r.

Constantino Tornício ou Tornice (em grego: Κωνσταντῖνος Τορνίκιος/Τορνίκης) foi um dos mais seniores oficiais do reinado do imperador bizantino Aleixo III Ângelo (r. 1195–1203). Foi um descendente da proeminente família Tornício, de origem armênia ou georgiana. Seu pai, Demétrio Tornício, foi um oficial proeminente que ascendeu até tornar-se logóteta do dromo, um posto que ele continuamente ocupou de ca. 1191 até sua morte.
Constantino é mencionado pela primeira vez como estando envolvido nas revoltas que eclodiram na capital imperial, Constantinopla no final de 1198 ou 1199. Originalmente, as massas protestavam contra os crimes do chefe da prisão da capital (o pretório), João Lagos, mas logo ela mudou para uma rebelião em larga escala contra Aleixo III, que foi violentamente suprimida. Nesse tempo, Constantino era eparca (governador) da capital.
Em 1200 ou 1201, após a morte de seu pai, Constantino sucedeu-o como logóteta do dromo por alguns de anos, sendo substituído por Nicetas Coniata. O filho de Constantino, também chamado Demétrio, tornou-se mesazonte, ou seja, ministro chefe, no Império de Niceia, e seu neto Constantino foi nomeado para o alto posto de sebastocrator.